# Ка-матэ

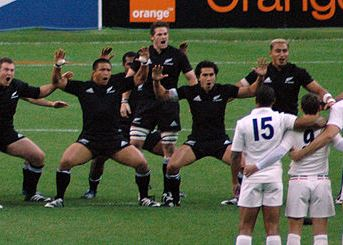
Танец сопровождается громкими выкриками, гневной мимикой, воинственными позами и размашистыми движениями рук

Ка-матэ ([ˈkaˌmatɛ]) — хака новозеландских маори, сочинённый рангатирой маори Те Раупарахой более двух столетий тому назад. В ходе танца исполнители декламируют текст, сопровождая его воинственными жестами, топаньем и мимикой.

## История возникновения

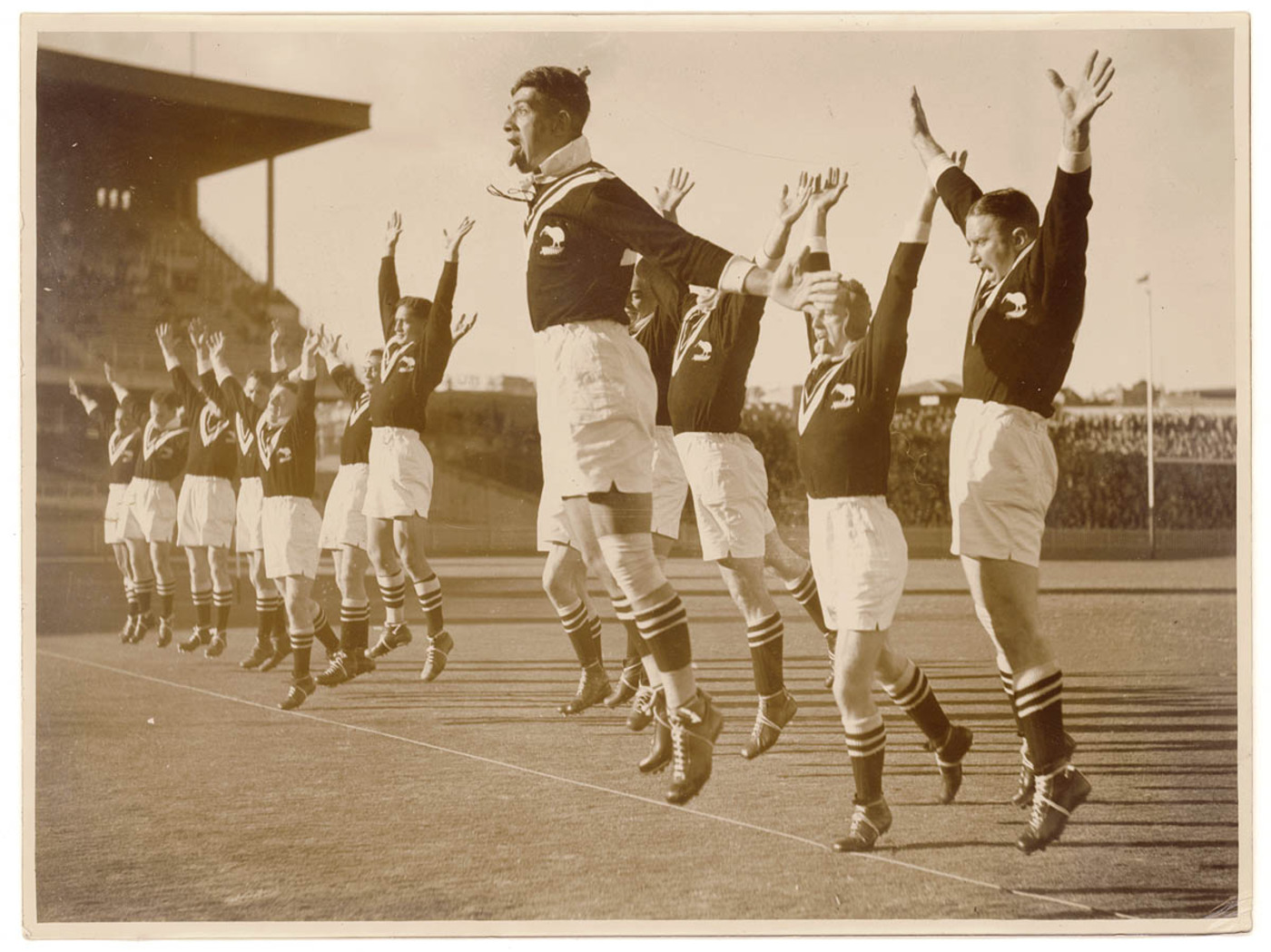
Сборная команда Новой Зеландии исполняет ка-матэ

Однажды за Те Раупарахой, вождём племени Нгати Тоа, погнались его враги из племён Нгати Маниапото и Уаикато. В ходе преследования вождь, благодаря помощи дружественного племени, сумел укрыться в яме, предназначенной для хранения овощей. Внезапно сверху он услышал какой-то шум и когда он уже решил, что смерти не миновать, кто-то отодвинул крышку от ямы. Сперва, на время ослепший от яркого солнца, Те Раупараха сильно забеспокоился, так как ничего не мог видеть. Но позже, когда глаза привыкли к свету, вместо убийц он увидел волосатые ноги местного вождя Те Фареанги («Волосатый»), который и укрыл его от преследователей. Те Раупараха, выбравшись из ямы, в эйфории от внезапного спасения, там же сочинил и исполнил Ка-матэ.

## Текст и перевод
Русский перевод текста представлен в переводе с английского текста новозеландского поэта Роберта Салливана.
| На языке маори | Транскрипция | Приблизительный перевод |
| --- | --- | --- |
| Ka mate! ka mate! Ka ora! ka ora! Ka mate! ka mate! Ka ora! ka ora! Tēnei te tangata pūhuruhuru, Nāna nei i tiki mai whakawhiti te rā! Hūpane! Hūpane! Hūpane! Kaupane! Whiti te rā! Hi! | Ка-матэ! Ка-матэ! Ка ора! Ка ора! Ка-матэ! Ка-матэ! Ка ора! Ка ора! Тэнэи тэ тангата пухуру хуру Нана нэи и тики маи Факафити тэ ра А упа … нэ! Ка упа … нэ! А упанэ каупанэ Фити тэ ра! Хи! | Я гибну! Я гибну! Я живу! Я живу! Я гибну! Я гибну! Я живу! Я живу! Этот волосатый человек Который принёс солнце Заставив его светить Шаг наверх! Ещё шаг наверх! Последний шаг наверх! Затем шаг вперёд! Навстречу солнцу, которое светит! (восклицание) |

Оригинальный хака, сочинённый Те Раупарахой содержит также вступление:
Kikiki kakaka kauana! 

Kei waniwania taku tara 

Kei tarawahia, kei te rua i te kerokero! 

He pounga rahui te uira ka rarapa; 

Ketekete kau ana to peru kairiri 

Mau au e koro e — Hi! Ha! 

Ka wehi au ka matakana, 

Ko wai te tangata kia rere ure? 

Tirohanga ngā rua rerarera 

Ngā rua kuri kakanui i raro! Aha ha!

### Этимология
Слово mate на языке маори означает «мёртвый», «угасший». Ka mate — «умереть», «быть убитым».

## Боевое применение
Ка-матэ был исполнен в бою, во время Первой мировой войны, в ходе наступательной операции на Галлипольском полуострове в августе 1915 г., батальоном маори, сломившим боевые порядки защищавшихся турецких войск, — прочно закрепившихся на труднодоступном склоне горной гряды, — в штыковой атаке убив около ста турок, при этом потеряв убитыми семерых человек и пятнадцать раненых.

## Современность
Ка-матэ стала самым известным новозеландским хака, благодаря церемониальному исполнению новозеландской сборной регби перед каждым матчем. Данная традиция существует в команде с XIX века, и известна с 1888 года, когда сборная Новой Зеландии играла серию игр на выезде в Великобритании.
Со временем, на волне успехов новозеландской сборной, и другие сборные островных стран стали исполнять похожий ритуал. Например, у Самоа он называется «Сива Тау», у Тонга «Сипи Тау», а у Фиджи — «Циби».

### Бренд
Ввиду популярности Ка-матэ, а также из-за того, что были зарегистрированы случаи использования Ка-матэ в коммерческих целях, для продвижения товаров и услуг, не имеющих никакого отношения к Новой Зеландии, представители племени Нгати Тоа зарегистрировали Ка-матэ как товарный знак в Бюро интеллектуальной собственности Новой Зеландии. В результате договорённости, достигнутой между представителями племени и правительством Новой Зеландии в 2009 году, последнее издало постановление, согласно которому «Авторство и значимость хака Ка-матэ принадлежат Нгати Тоа».

## Видео
- ка-матэ в исполнении новозеландской сборной рэгби (All Blacks) перед матчем «Новая Зеландия — Франция» на YouTube Солирует капитан команды — Тана Уманга[англ.]

### Хака других сборных Океании
- Сипи Тау сборной Тонги, перед матчем «Франция — Тонга» на YouTube
- Сива Тау сборной Самоа, перед матчем «Южная Африка — Самоа» на YouTube
- Циби сборной Фиджи, перед матчем «Новая Зеландия — Фиджи» на YouTube
- Хаа команды «Hawaii Warriors» (американский футбол) на YouTube